# Estación de Orense-Empalme
Estación de Orense-Empalme vasútállomás Spanyolországban, Orense településen.

## Vasútvonalak
Az állomást az alábbi vasútvonalak érintik:
- Zamora–La Coruña-vasútvonal
- Monforte de Lemos–Redondela-vasútvonal

## Kapcsolódó állomások
A vasútállomáshoz az alábbi állomások vannak a legközelebb: